# Granica mołdawsko-polska
Granica mołdawsko-polska – granica dzieląca terytoria Królestwa Polskiego i Hospodarstwa Mołdawskiego istniejąca w latach 1359–1793.
Granica powstała po uzyskaniu niepodległości przez Mołdawię w 1359 roku.
Początkowo granica biegła na odcinku od styku granic Siedmiogrodu, Mołdawii i Polski – Rozrogi (Krecela 1853 m n.p.m.) – rzeką Czeremosz do jej ujścia do Prutu następnie dochodziła do Dniestru na zachód od Czerwonogrodu, do styku granic Królestwa Polskiego, Podola Litewskiego i Mołdawii.
Po włączeniu do Polski Podola w 1434 granica wydłużyła się i biegła Dniestrem do ujścia do niego rzeki Murafy, która do 1569 stanowiła granicę z litewską częścią Ukrainy.
W 1569, po włączeniu Ukrainy do Korony granica wydłużyła się i biegła nurtem Dniestru w kierunku południowo-wschodnim aż do ujścia rzeki Jahorlik, gdzie zaczynała swój bieg granica z wcielonym do Turcji Jedysanem.
W latach 1672–1699 (traktat buczacki) granica uległa skróceniu do odcinka od Rozrogów po Dniestr.
W 1699 przywrócono granicę sprzed 1672, która istniała do 1772, do I rozbioru (zajęcie przez Austrię woj. ruskiego i skrawka Podola).
W latach 1772–1793 granica biegła Dniestrem od ujścia Zbrucza do Jahorlika. W wyniku II rozbioru Podole przypadło Rosji.